# 仏教のシルクロード伝播

仏教のシルクロード伝播

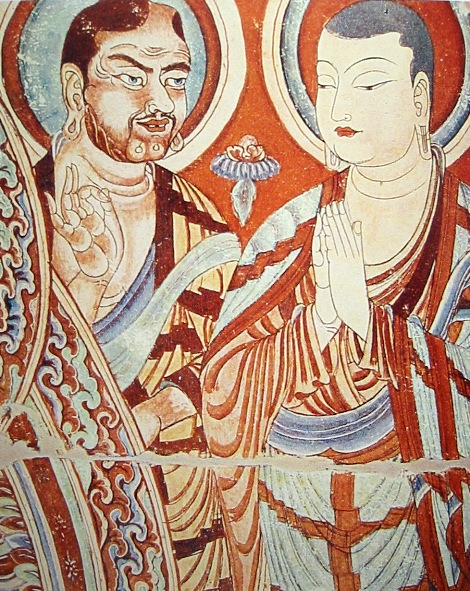
中央アジア人の碧眼の仏僧と東アジア人の仏僧、ベゼクリク、東タリム盆地、中国、9-10世紀

シルクロードを通じて仏教は陸路により中国にもたらされた。この仏教のシルクロード伝播（ぶっきょうのシルクロードでんぱ）が始まったのは2世紀後半もしくは1世紀と考えるのが最も一般的である。 
最初に中国の仏僧（完全に外国人）による仏典漢訳が行われたのは記録されている限りでは2世紀のことで、クシャナ朝がタリム盆地の中国の領土にまで伸長したことの結果ではないかと考えられている。 
4世紀以降、法顕のインド巡礼（395年–414年）やそれに次ぐ玄奘のインド巡礼（629年–644年）にみられるように、中国からの巡礼者たちが原典によりよく触れるために、彼らの仏教の源泉たる北インドへと旅をするようになった。仏教のシルクロード伝播は中央アジアでイスラームが興隆する7世紀ごろに衰え始めた。

## 最初の接触
中国二十四史のうち初期のものには仏教に対する言及がほとんどないが、マイケル・ローウェによれば、「仏教はシルクロードを通じて旅人や巡礼者によってもたらされたと考えられるが、それが起こったのがシルクロードが開かれた最初期、つまり西暦100年頃なのか否かは問われなければなるまい。仏教に対する初期の直接的な言及は1世紀頃になされているが、そういった言及は聖人伝的な要素を含むものであり、必ずしも信頼できる精確なものではない」という。

### 後漢時代の書物に見られる仏教
范曄（398年-446年）によって（5世紀に）編纂された『後漢書』には初期の中国仏教が報告されている。それによれば西暦65年頃に洛陽（現：河南省）にある明帝の宮廷と楚(現：江蘇省)の彭城にある劉英の宮廷の両方で仏教が実践されたという。 
『史記』（紀元前109年-紀元前91年、張騫が中央アジアを訪れたことを記録している）と『漢書』(紀元後111年、班固により編纂)とのどちらにも仏教がインドに生まれたことが書かれていないと范曄の注に記述されている

張騫は以下のようにしか書いていない: 「この国の気候は高温湿潤である。人々は象に乗って戦闘に参加する。」 班勇はこの国の人々が仏陀を崇めていて殺人や戦闘を行わないことを説明しているが、彼は素晴らしい経典、高徳なる戒律、称賛に値する論説や指導に関しては何も記録していない。私に関して言えば、ここに私が知っていることを記: この王国は中華の地よりもなお栄えている。季節は調和し、全ての聖なるものはここに由来してここに集まってくる。とても価値のあるものはここから生じてくる。人が思考停止してしまうほど奇異で特別な驚くべきことが起こる。この感情を考察し、それを暴けば、人は高い天のさらに上に到達することができる。

『後漢書』西域伝天竺国条に中国での仏教の起こりが概説されている。日南を経由して海路でやってきた天竺からの使節について言及し、和帝と桓帝に謝辞を表したうえで、本書では劉英と明帝の「公式の」歴史に関する最初の「確実な証拠」が総説されている。

頭頂部が光り輝いている金人を明帝が夢に見たという今なお伝わる伝承が存在する。明帝が顧問団にこの夢について尋ねるとそのうちの一人が答えた: 「西方に仏陀と呼ばれる神がございます。その体は16尺（3.7メートルつまり12フィート）、真の黄金色をしているそうです。」 皇帝はその真の教えを見つけるために天竺（西北インド）に使節を送って仏陀の教説を調査させた。その後、中国に仏像や仏画が現れた。

楚王英（当時楚は漢内部の王国であり、劉英は41年から71年にかけてこれを統治した）はこの習俗を信仰し始めた。それに続いて中国の非常に多くの人々がこの道に引き続いた。さらにその後に、桓帝（146年-167年）は聖物に専心し、しばしば仏陀と老子に供物を捧げた。人々は徐々に[仏教]を受容し始め、その数は後に莫大なものとなった。

第一に、中国の歴史文学の中で最初に仏教に言及しているのは『後漢書』光武十王列伝劉英条である。それによれば楚王英は黄老思想に深く関心を抱き同時に「断食を観察してブッダに供物を捧げた。」  黄老つまり黄老子とは老子を神格化したもので、方士（技術者、魔術師、錬金術師）や仙人（超越的な、不死の）の技法と結びつけて考えられる。「劉英や彼の宮廷にいた帰依者にとって断食や供物などの『仏教』の祭りは既存の様々な道教の慣習以上のものではなかったと考えられる。仏教の要素と道教の要素とのこの奇妙な混合は漢代を通じて当時の仏教の特徴であった。」
西暦65年に明帝が、死罪に問われたものは罪を贖う機会を与えられるという布告を出した。同年に楚王英は三十巻の絹を贈った。明帝が布告中で弟を褒め称えていることが伝記中で言及されている。

楚王は黄老の緻密な言葉を諳んじ、仏陀に対する立派な供物を恭しく捧げた。斎戒と断食を行って三か月後に、彼は心からの誓願を立てた。どのような（我々の方からの）嫌悪や疑念がありえたとしても、彼は（自分の罪を）悔やんだだろうか？ 贖罪（のために彼が献上した絹）を送り返してみよう、それによって伊蒲塞や桑門の贅沢な楽しみに資するために。

「この二つのサンスクリット単語は中国語に音訳されたもので、それぞれ在俗信者と仏教僧を指」し、仏教用語の詳細な知識があることを示している。
西暦70年に、楚王英は反乱に巻き込まれて死刑判決を言い渡されたが、明帝は彼とその廷臣を流刑に処し、丹陽(安徽省)の南に行かせた。その地で楚王英は71年に自殺を図った。仏教徒のコミュニティが彭城に存在し、193年頃に将軍の笮融が巨大な寺院を立てたが、「その寺には三千人の僧侶が侍っており、彼らは皆仏典を学び、読んでいた。」
第二に、范曄の『後漢書』では、明帝が「金人」仏陀を予言的に夢に見たという伝承が「昨今」（5世紀）にまで伝わっていることが言及されている。「天竺国」条に彼の有名な夢に関する記述があるが、本紀たる「顕宗孝明帝紀」にはない。偽史的な文書では、インドに派遣された皇帝の使節について、彼らが仏僧とともに帰還したことについて、白馬に積んで運ばれたサンスクリット経典（『四十二章経』を含む）について、そして白馬寺の建立について様々な説明がなされている。
漢代の中国への仏教の伝来に関して『後漢書』で二つの説明がなされて以降、仏僧が中国に渡来したのは海路と陸路のどちらのシルクロードを通ってなのかについて代々の学者たちが議論してきた。海路仮説は梁啓超やポール・ペリオが好んだもので、仏教は最初中国南部の長江・淮河流域に伝来し、そのために楚王英が65年頃に老子と仏陀を崇拝したのだと主張する。対する陸路仮説は湯用彤が支持しており、仏教は月氏を経由して東へと広まり、初めに中国西部の洛陽で実践され、そのため明帝が68年頃に白馬寺を建立したと主張する。歴史家の栄新江はガンダーラ語仏典を含む近年の発見・研究を踏まえた学際的な再調査を通じて陸路仮説・海路仮説を再吟味し、以下のように結論した。

仏教が海路を通じて中国に伝来したという説は説得力のある支持する資料に欠けるきらいがあり、十分に厳密でない主張が見受けられる[...]私に一番尤もらしく思われるのは、西北インド(今日のアフガニスタンやパキスタン)の月氏から仏教の伝播経路が始まり、陸路を経由して漢代中国に至ったという説である。中国に入ると、仏教は初期道教や中国の伝統的な神秘的習俗と混淆し、仏像や仏画が盲目的に信仰されるようになった。

### 偽史的な伝承にみられる仏教

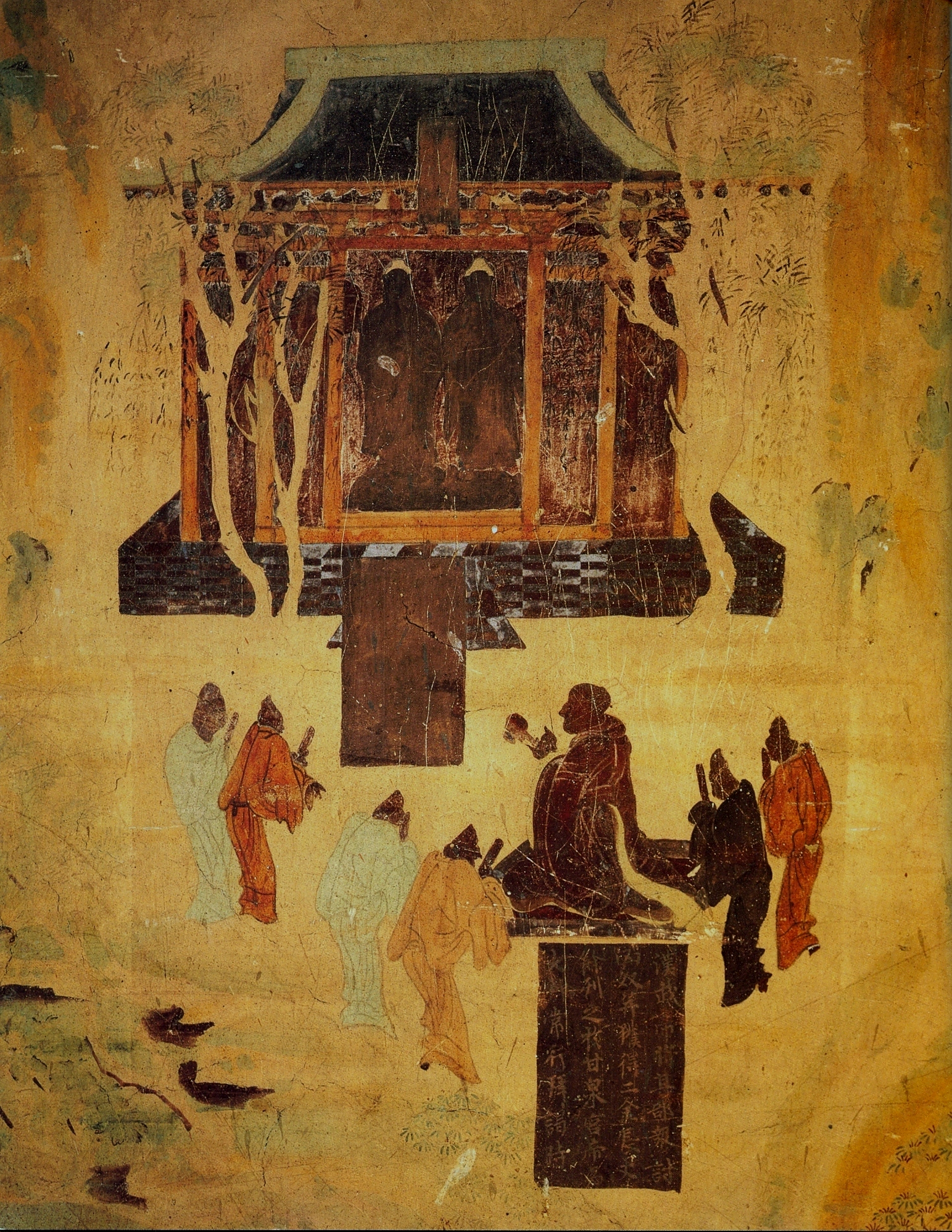
莫高窟の8世紀の壁画。西漢の武帝が黄金の仏像を崇拝したという偽史的な伝承を描いたもの

仏教の伝来を1世紀においた、中国の世俗の歴史家に反して、いくつかの偽史的な仏教文献や伝承が述べるところによれば、最初期の伝来は秦（紀元前221年-紀元前206年）あるいは前漢（紀元前208年-9年）にまで遡るという。 
『歴代三宝紀』（597年）を初出とするある偽史には、仏教の聖職者の集団がおそらく紀元前217年に秦の都咸陽に到着したことが述べられている。沙門室李防に先導された僧侶たちが始皇帝に経典を贈ると、始皇帝は彼らを投獄した; 「だが夜になると16フィートもの高さの黄金の人が牢屋を破壊し、彼らを脱獄させてしまった。この奇蹟に突き動かされて、皇帝は土下座して許しを請うた。」 仏教の百科事典『法苑珠林』（668年）ではこの伝説が、マウリヤ朝のアショーカ王が中国に室李防を派遣したという逸話とからめて練り直されている;梁啓超を除けば、近代の殆どの中国学者はこの室李防の物語を無視している。西洋の歴史家の中にはアショーカ帝が中国に宣教師を送ったと信じる者がおり、ギリシアやスリランカ、ネパールに宣教師が送られたことを記録するアショーカの勅令（265年頃）を参照している。これに反対する者もおり、「碑文から推測できる限り、彼[アショーカ]は中国の存在自体を知らなかった」という。
紀元前2年に哀帝の宮廷に来た月氏の使節が一巻かそれ以上の仏典を中国の学者に向けて送ったという伝承が存在する。この伝承の初期のものは現在は散逸してしまった『魏略』（3世紀中頃）に由来し、『三国志』の裴松之注（429年）で引用されている: 「宮廷学舎で学んでいた景盧が大月氏の王の使者伊存から仏教経典の説明を口頭で受けた。」漢朝の歴史には哀帝が月氏と関係を持ったことが言及されていないため、この伝承が「真剣な考察に値する」か、あるいは「歴史研究の信頼できる史料」であるということには賛成していない。
多くの偽史的な史料では、明帝が仏陀を夢に見て、月氏に使節を送り（時期に関しては60年、61年、64年、68年と様々な説がある）、（3もしくは11年後に）聖典と最初の仏教宣教師迦葉摩騰（あるいは攝摩騰）と竺法蘭を伴って使節が帰還したという「敬虔な伝説」を説明している。彼らは『四十二章経』を漢訳したが、その時期は67年か、遅くとも100年頃と推定されている。皇帝はこれを称賛して白馬寺を建立し、ここに中国仏教が始まった。明帝の夢と月氏使節に関する説明は全て『四十二章経』の匿名の序文(3世紀中頃)に由来する。例えば（3世紀後半-5世紀初期の）『牟子理惑論』にはこうある。 
かつて明帝は太陽のように光り輝く体を持つ神が自分の宮殿の前を飛び回るの夢に見た。そして彼はこのことを非常に喜んだ。次の日彼は「これは如何なる神だろうか？」と群臣に尋ねた。学者の傅毅はこれに答えて言った。「西域には道を会得した仏陀という者がいるそうです。彼は宙を飛び、彼の体は太陽のごとく光り輝いているとのことです。これは神に違いありません。」
明帝の夢が歴史的事実であるということは学術的には否定されている。湯用彤はこの伝承の背後になんらかの核心があるのではないかとみており、一方アンリ・マスペロはプロパガンダ的なフィクションとしてこれを否定している。 
中国仏教を説明する上で歴史と伝説がどのように融合することがあったかを示そうとすると、『漢書』に記された武帝が匈奴を攻撃するために紀元前121年に霍去病を派遣した話が挙げられる。霍去病は休屠王（休屠は今日の甘粛省）を打ち負かし、「休屠王が天を崇めるのに使っていた金人を手に入れた。」 休屠王の太子は捕えられて官奴となったが、後に武帝の高名な家臣となり、金日磾という名を授かった。彼の姓「金」は「金人」を指しているものと考えられる。黄金の像は後に、夏期の皇宮のあった甘泉付近の雲陽寺に移された。『世説新語』（6世紀頃）では、金人は10フィート以上あり、武帝（在位:紀元前141年-紀元前87年）が甘泉で金人に対して供物を捧げ、「そのようにして仏教が徐々に（中国に）広まっていった」と主張されている。注目すべきことに、莫高窟（敦煌周辺、タリム盆地内）で見つかったフレスコ画（8世紀）に二つの仏像を拝む武帝が描かれており、「漢の大将軍が紀元前120年に遊牧民に対する軍事作戦中に得た『金人』だと同定される。」 武帝は敦煌に郡を設置したが、「彼は仏陀を信仰することは決してなかった。」

### 初期の伝播
記録に残っている限り最初に仏典が漢訳されたのは西暦148年、パルティアの王子で仏教に改宗した安世高の中国渡来に伴ってのことである。彼は洛陽における仏教寺院建立に尽力し、仏典の漢訳を体系づけ、結果的に、数世紀間続くことになる中央アジアの仏教徒の伝道の最初の波を証言する者となった。安世高が翻訳した仏典は基本的な教義、仏教の瞑想、アビダルマなどの事項に関わるものであった。パルティア人の在俗信徒で安世高付近で活動した安玄も菩薩道に関する初期大乗仏典を漢訳した。
大乗仏教を最初に広く中国に伝えたのは支婁迦讖（164年ー186年ごろ活動）で、彼はガンダーラの古代仏教王国出身であった。支婁迦讖は『八千頌般若経』のような重要な大乗経典を漢訳しており、同程度に貴重なものとして、三昧のような話題や阿閦如来の瞑想に関する話題を扱った大乗経典を漢訳している。こういった支婁迦讖の翻訳は初期大乗仏教に関する知見をもたらし続けている。

## 中央アジアからの伝道

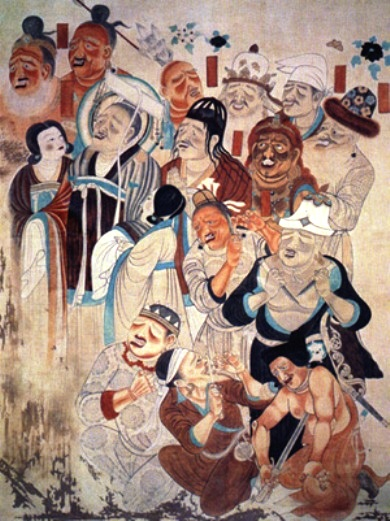
シルクロードを行く人々。莫高窟、敦煌、中国、9世紀

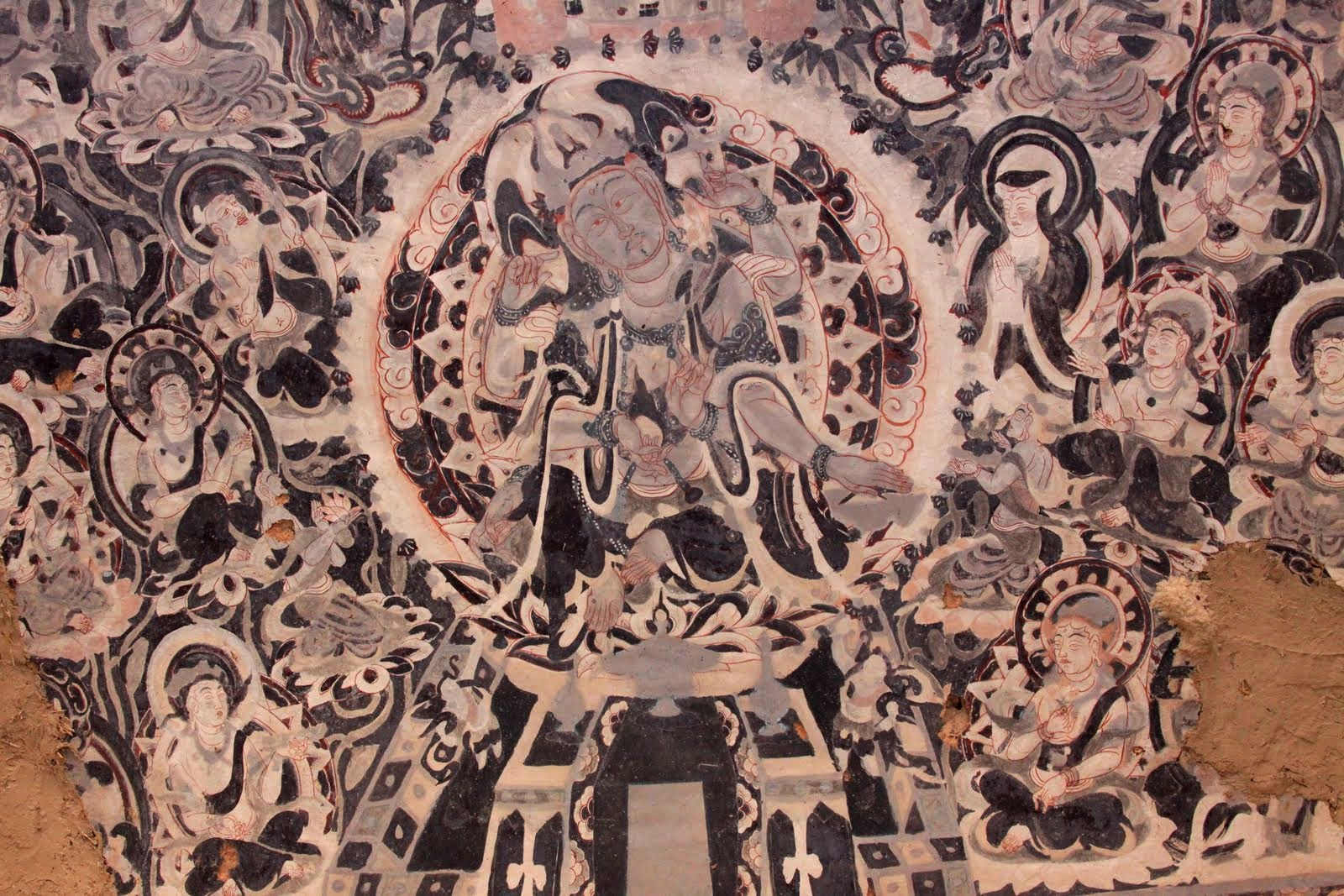
菩薩画。中国人によるものだが中央アジアからの影響が窺える。莫高窟、中国

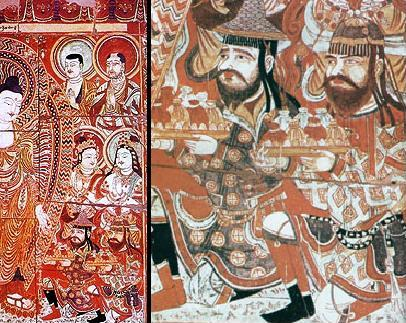
ソグド人の仏陀支援者（フレスコ画、右は拡大図）、ベゼクリク、東タリム盆地、中国、8世紀

2世紀中ごろに、カニシカ王治下のクシャナ朝が中央アジア方面に伸長し、今日の新疆、タリム盆地のカシュガル・ホータン・ヤルカンドを統治下に置くに至った。その結果、文化的交流が非常に盛んになり、すぐに中央アジアの仏教徒の宣教師が中国の首都の洛陽や、時には建業でも活動するようになった。その地で彼らは翻訳作業によって有名になった。彼らは部派仏教の仏典と大乗仏典の両方を漢訳した。37人の翻訳者が知られている。
- 安世高、パルティア人の王子で最初にアビダルマ仏典を漢訳した(148年–170年)ことで知られる
- 支婁迦讖、クシャナ人で最初に大乗仏典を漢訳した(167年–186年)
- 安玄、パルティアの商人で、181年に中国で出家した
- 支曜（185年頃）、クシャナ人の仏僧で、支婁迦讖に次ぐ訳経僧第二世代である
- 康孟詳 （194年–207年）、康居出身者では最初の訳経僧
- 支謙（220年–252年）、クシャナ人僧侶で祖父が168–190年に中国に移住した
- 康僧会（247年–280年）、現代のハノイ周辺で中華帝国の最南端だった交趾出身で、ソグド人商人の息子
- 曇諦 （254年頃）、パルティア人の僧侶で『曇無徳羯麿』を漢訳した。
- 帛延 （259年頃）、亀茲の王子
- 竺法護（265年–313年）、クシャナ人で一族は代々敦煌に居住していた
- 安法欽 （281年–306年）、パルティア系の僧侶
- 室利蜜多羅 （317年–322年）、亀茲の王子
- 鳩摩羅什（401年頃）、亀茲の僧侶で最も有名な訳経僧の一人
- 仏図澄 （4世紀）、中国宮廷で顧問となった中央アジア人の僧侶
- 達磨 （440年–528年）、楊衒之によれば、中央アジア系の僧侶で、楊衒之は520年頃に洛陽で彼と出会ったという。達磨は禅宗の開祖であった。
- ガンダーラ出身の五人の僧侶が485年に扶桑（海を越えた「極東の国」、おそらく日本）へ旅し、そこで仏教を紹介した:

かつて、扶桑の人々は仏教について何も知らなかったが、宋の大明二年(西暦458年)に罽賓から五人の僧侶が船でこの国にやってきた。彼らは仏教の教えを広め、仏典や仏画を紹介してまわり、俗世に執着することをやめるよう人々に勧めた。結果として扶桑の慣習が変わった。
（原文: 「其俗舊無佛法、宋大明二年、罽賓國嘗有比丘五人游行至其國、流通佛法、經像、教令出家、風 俗遂改。」 『梁書』、7世紀）
- 闍那崛多(あるいは志徳、（561年–592年）、ガンダーラ出身の訳経僧
- 実叉難陀（652年–710年）、ガンダーラ地方ウディヤーナ出身の訳経僧
- 般若（810年頃）カーブル出身の訳経僧で日本の空海にサンスクリットを教えた

## 美術面での影響

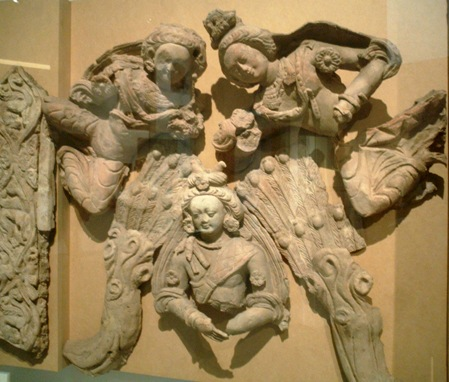
『菩薩の英雄像』、6-7世紀、テラコッタ、トムシュク(新疆)

シルクロード付近の中央アジアの宣教師の功績は美術面での影響の潮流を伴うものであった。この潮流は今日の新疆ウイグル自治区のタリム盆地での2世紀から11世紀にかけてのセリンディア（西域）美術の発展に見られる。
セリンディア美術は、バクトリア（現在のアフガニスタン・パキスタン北部からイラン東部）地域のグレコ・バクトリア王国での彫刻などに由来するとされる。さらにガンダーラ（パキスタン北西部）地域のガンダーラ美術で、インドとギリシア・ローマ（ヘレニズム文化）が融合進展(グレコ・ブッディスト美術を参照)していった。
この混淆の中でも強く中国化された様式の美術が、タリム盆地東部では敦煌の莫高窟などに見いだされる。
シルクロードから遣唐使を通じ美術的影響は日本美術形成にも大きく関わった。古代日本の神仏の建築上のモチーフ（題材）に多く現れている。

## 中国からインドへの巡礼者
中国の文献によれば、中国人で最初に得度したのは朱士行という人物で、それは彼が仏典を求めて中央アジアへ行った後のことであるという。中国の仏僧が直接に仏教を知るためにインドへ旅するようになったのは4世紀以降のことにすぎない。法顕のインド巡礼(395年–414年)が最初の重要なそれであるとされる。彼はシルクロードを旅し、6年間インドに滞在し、海路で帰還した。
数十人の、あるいは数百人の中国の仏僧がこのころにインドを訪れた。
最も有名な中国人の巡礼者は玄奘(629年–644年)である。その膨大で正確な翻訳をもって新訳の時代とされ、より古い中央アジア人の翻訳と対比される。自身も中央アジア・インド旅行の詳細な記録（大唐西域記）を残した。

## 衰退
7世紀にムスリムのイスラム帝国（カリフ国）が中央アジアに侵入したことに伴って同地の仏教は衰退し始めた。活発な中国文化が進歩的に仏説を吸収し、非常に独自性の強い中国仏教が発展した。
タリム盆地の中央アジア人仏僧と東アジア人仏僧とは10世紀頃にも盛んに交流していたとみられており、タリム盆地で発見されたフレスコ画にもそれが示されている。